# Ichneumon parengensis
Ichneumon parengensis là một loài tò vò trong họ Ichneumonidae.